# Federacijski kup Turske (nogomet)
Federacijski kup Turske (turski Federasyon Kupası) je bilo prvo nacionalno nogometno natjecanje u Turskoj za profesionalne klubove. 

## O natjecanju
Federacijski kup je organizirao Turski nogometni savez (TFF)) u sezonama 1956./57. i 1957./58. kako bi se odredio predstavnik Turske u Kupu prvaka. U natjecanju su sudjelovali profesionalni klubovi iz Istanbula, Ankare i İzmira, te u sezoni 1956./57. iz Adane. 
 
U sezoni 1956./57. je sudjelovalo 30 klubova (Istanbul - 10, İzmir - 10, Ankara - 8, Adana - 2). 

U sezoni 1957./58. je sudjelovalo 40 klubova  (Istanbul - 22, İzmir - 10, Ankara - 8). 

Oba izdanja Federacijskog kupa je osvojio "Beşiktaş" iz Istanbula.

## Pobjednici i drugoplasirani
| sezona    | klubova | pobjednik         | rez. završnice  | drugoplasirani       |
| --------- | ------- | ----------------- | --------------- | -------------------- |
| 1956./57. | 30      | Beşiktaş Istanbul | završna skupina | Galatasaray Istanbul |
| 1957./58. | 40      | Beşiktaş Istanbul | 1:0, 1:0        | Galatasaray Istanbul |

## Poveznice
- Süper Lig
- Millî Küme
- Turski nogometni savez